# Mtibwa Sugar Football Club
O Mtibwa Sugar Football Club é um clube de futebol com sede em Turiani, Tanzânia. A equipe compete no Campeonato Tanzaniano de Futebol.

## História
O clube foi fundado em 1988.